# Filip Polcster
Filip Polcster, mais conhecido por Filip Polc (Bratislava, 10 de abril de 1982), é um ciclista eslovaco, especialista em provas de Downhill Urbano.
Ele é o maior vencedor da Descida das Escadas de Santos, com 6 conquistas (2010, 2012, 2013, 2014, 2015 e 2016).

## Conquistas
| Ano  | País      | Evento/Competição                              |
| ---- | --------- | ---------------------------------------------- |
| 2001 | Itália    | Campeonato Europeu de Ciclismo de Montanha     |
| 2006 | Eslovênia | Campeão Nacional do "downhill"                 |
| 2007 | Eslovênia | Bicampeão Nacional do "downhill"               |
| 2008 | Eslovênia | Tricampeão Nacional do "downhill"              |
| 2008 | Eslovênia | Campeão Nacional do "downhill four-cross"      |
| 2010 | Chile     | Campeão do Valparaiso downhill                 |
| 2010 | Brasil    | Campeão da Descida das Escadas de Santos       |
| 2011 | Chile     | Bicampeão do Valparaiso downhill               |
| 2012 | Brasil    | Bicampeão da Descida das Escadas de Santos     |
| 2013 | México    | Campeão do "International downhill Taxco"      |
| 2013 | Brasil    | Tricampeão da Descida das Escadas de Santos    |
| 2014 | Brasil    | Tetracampeão da Descida das Escadas de Santos  |
| 2015 | Brasil    | Penta-Campeão da Descida das Escadas de Santos |
| 2016 | Brasil    | Hexa-Campeão da Descida das Escadas de Santos  |